# Prata Camportaccio
Prata Camportaccio är en ort och kommun i provinsen Sondrio i regionen Lombardiet i Italien. Kommunen hade 2 959 invånare (2018).